# Greg Hyder
Gregory Peck "Greg" Hyder (Victorville, California, 21 de junio de 1948 - 1 de octubre de 2014) es un exjugador de baloncesto estadounidense que disputó una temporada en la NBA. Con 1,98 metros de estatura, jugaba en la posición de ala-pívot.

## Trayectoria deportiva

### Universidad
Jugó durante cuatro temporadas con los Greyhounds de la Universidad Eastern New Mexico, en las que promedió 19,6 puntos y 12,4 rebotes por partido. Llevó al equipo a conseguir el campeonato de la NAIA en 1969, y al año siguiente fue elegido Mejor Jugador del Torneo, tras promediar 13,0 rebotes por partido, e incluido en el primer quinteto All-American.

### Profesional
Fue elegido en la trigésimo novena posición del Draft de la NBA de 1970 por Cincinnati Royals, con los que disputó una temporada en la que promedió 5,4 puntos y 4,3 rebotes por partido.

## Estadísticas de su carrera en la NBA

### Temporada regular
| Temporada | Edad | Equipo            | Liga | Pos. | P  | TIT | MIN  | TC  | TCA | %TC  | 3P | 3PA | %3P | TL  | TLA | %TL  | R.OF. | R.DEF. | REB | ASIS | ROB | TAP | PER | FP  | PTS |
| 1970-71   | 22   | Cincinnati Royals | NBA  | SF   | 77 |     | 17.6 | 2.4 | 5.3 | .447 |    |     |     | 0.7 | 0.9 | .718 |       |        | 4.3 | 0.6  |     |     |     | 2.4 | 5.4 |
| Total     |      |                   | NBA  |      | 77 |     | 17.6 | 2.4 | 5.3 | .447 |    |     |     | 0.7 | 0.9 | .718 |       |        | 4.3 | 0.6  |     |     |     | 2.4 | 5.4 |